# Betty Woodman
Elizabeth Woodman, née Elizabeth Abrahams (14 mai 1930, Norwalk - 2 janvier 2018, New York) est une artiste céramiste américaine.

## Biographie
Originaire du Connecticut, Elizabeth Abrahams déménage fréquemment avec sa famille dans la région de la Nouvelle-Angleterre. Son père, Henry, est un ouvrier de supermarché et menuisier qui a construit des bibliothèques et des coffrets, et sa mère, Minnie Koffman, travaille comme secrétaire. En septième année, elle se détourne des cours de couture et de cuisine auxquels les filles étaient traditionnellement reléguées, et adresse un courrier à sa directrice d'école secondaire afin que celle-ci fasse installer un atelier de menuiserie.
Elizabeth Abrahams commence sa carrière dans les années 1950, mais sa décision de travailler la terre remonte à l’adolescence. À la suite d'un cours d’arts plastiques au lycée de Newton, elle se dit « fascinée par la magie du glaçage céramique ». Elle intègre la School for American Craftsmen de la Alfred University, où elle créé un modèle de tasse affectée par la suite comme pièce de production avant d’être commercialisée.
En 1953, elle se marie avec l'artiste George Woodman, qu’elle rencontre à Boston alors qu’elle y enseigne l'utilisation de la céramique. Le couple déménage à Boulder dans le Colorado, puis, en 1980, à New York, où elle commence à exposer son travail à la galerie Max Protetch, connu se situer à la croisée de l'art, l'architecture et le design. Ensemble, ils ont deux enfants, l'artiste de musique électronique, Charles Woodman, et la photographe Francesca Woodman,.
En janvier 2018, Betty Woodman décède d’une pneumonie.

## Carrière artistique
Betty Woodman est connue pour ses sculptures en céramique vives et colorées. L’artiste est qualifiée de pionnière de la céramique contemporaine pour avoir contribué à transformer la poterie traditionnelle, son médium habituel, en un art multimédia innovant, déplaçant son travail des étagères de la cuisine aux murs des musées.
Au début de sa carrière, elle produit des articles de table et des objets uniques, dont la plupart sont fabriqués dans un atelier à Boulder, où George a obtenu un poste de chef du département d'art de l'université. Elle fonde le Pottery Lab, un projet pionnier permettant à la population locale d’expérimenter et de se familiariser avec l’argile. Cette initiative conduit à la construction d'environ 100 fours dans la région de Boulder.

### Années 1950
En 1951, Betty Woodman s’établit à Antella, avant de partager son temps entre l’Italie, New York et le Colorado. Elle est alors passionnée par la culture italienne, l’art de la Renaissance, l’architecture baroque, ainsi que par la vitalité de la poterie de majolique, qui s'inspire de l'esthétique romaine et étrusque, de l'art minoen, de la sculpture grecque et de la porcelaine de Sèvres.

### Années 1960
À la fin des années 1960, lors d’une exposition collective consacrée à l’art féministe, elle affine son attention pour les matériaux humbles et des thématiques ancrées dans la sphère domestique. « C'était une époque où le monde de la céramique était totalement dominé par le macho », confie l’artiste au magazine Frieze en 2016. Betty Woodman s’inspire des créations de Pierre Bonnard, Picasso et Henri Matisse dans ses explorations de la couleur et du design dans l’espace domestique.
Elle s’intéresse également à la sculpture grecque et étrusque, l'architecture baroque italienne, les techniques de glacis de la dynastie Tang, l'art égyptien et les carreaux islamiques.

### Années 1970
Dans les années 1970, Betty Woodman réinvente la céramique en introduisant de nouvelles formes et des œuvres fortement colorées inspirées du mouvement artistique Pattern and Decoration (P & D). Ce groupe d’artistes a comme volonté de réactualiser les formes dites mineures de la décoration intérieure en imitant des motifs habituellement utilisés pour les papiers peints, les tissus imprimés et les courtepointes. L’artiste élabore alors une série de vase nommée Pillow Pitcher qui appuie encore davantage sa notoriété.  
Au fur et à mesure, son travail devient plus personnel, les parchemins classiques caractéristiques et les détails tout en courbes deviennent plus prononcés. L’artiste s’intéresse principalement aux résonances conceptuelles et rituelles des céramiques, et investit son travail d'une plus grande richesse sensorielle.
Betty Woodman enseigne pendant trente ans à l'Université du Colorado à Boulder, partageant sa passion pour la céramique avec ses étudiants.

## Postérité
En 1991, le conservateur et peintre John Perreault lui consacre le documentaire Thinking Out Loud. L'histoire familiale de Betty Woodman est racontée dans le documentaire The Woodmans de Scott Willis, sorti en 2010.
En 2006, une rétrospective de son travail prend place au Metropolitan Museum of Art de New York. Il s’agit de la première rétrospective de l'institution pour une artiste encore en vie. En 2016, l'Institute of Contemporary Arts de Londres lui consacre l’exposition Theatre of the Domestic.
Le travail de Betty Woodman est inclus dans de nombreuses collections publiques, tels le Musée des Beaux-Arts de Boston, Denver Art Museum, Metropolitan Museum of Art de New York, Musée des Arts Décoratifs, Musée d'Art Moderne de New York, Whitney Museum of American Art, National Gallery of Art de Washington, Philadelphia Museum of Art ou le Victoria and Albert Museum de Londres,.

## Expositions
Parmi une liste non exhaustive :
- Betty Woodman, Stedelijk Museum, Amsterdam, 1996
- Betty Woodman, Daum Museum of Contemporary Art, Sedalia, MO, 2002
- Theaters of Betty Woodman, Museu Nacional do Azulejo, Lisbonne, 2005
- Theaters of Betty Woodman, Musée Ariana, Genève, 2006
- The Art of Betty Woodman, Metropolitan Museum of Art, New York, 2006
- Betty Woodman: Roman Fresco / Pleasures and Places, American Academy, Rome, 2010
- Betty Woodman: Theatre of the Domestic, Institute of Contemporary Arts, Londres, 2016

## Distinctions
Parmi une liste non exhaustive : 
- Bourses de dotation nationale pour les arts, 1980 et 1986
- Bourse de la Fondation Rockefeller au Bellagio Study Centre, Bellagio, Italie, 1995
- Bourse Fulbright-Hays à Florence Italie, 1996
- Doctor of Fine Arts Honors Causa du Nova Scotia College of Art and Design, 2006
- Docteure en Lettres Humaines Honoris Causa de l'Université du Colorado à Boulder, 2007[20]
- Docteure honoris causa des beaux-arts de la Rhode Island School of Design, 2009[21]
- Médaille d'or pour l'artisanat d'art, American Craft Council Awards, 2014[22]

## Filmographie
- 1991 : Thinking Out Loud de John Perreault
- 2010 : The Woodmans de Scott Willis